# Berliner Gramophone

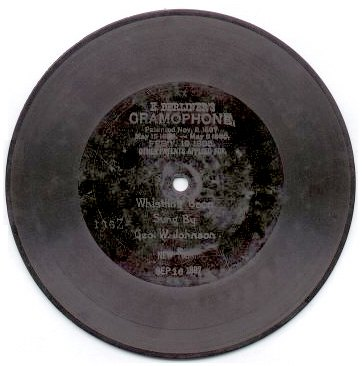
Schallplatte von George W. Johnson bei Berliner Gramophone aus dem Jahr 1897

Berliner Gramophone war das erste Unternehmen der Welt, welches kommerziell produzierte Schellackplatten verkaufte. Es wurde von Emil Berliner in den Vereinigten Staaten gegründet, mit Sitz in Washington, D.C. Berliners Schallplatten – erkennbar an dem eingeätzten Logo „E. Berliner’s Gramophone“ – wurden auf dessen Erfindung, dem Grammophon, abgespielt. Dieses konkurrierte mit dem in den 1890er Jahren häufiger genutzten Phonographen und seinen Phonographenwalzen.

## Geschichte
Emile Berliner erhielt am 8. November 1887 und am 15. Mai 1888 in den Vereinigten Staaten die Patente 372.786 und 382.790 für das von ihm erfundene Grammophon.
Zunächst gründete Berliner im Jahre 1889 zur Schallplattenproduktion in Deutschland ein Gemeinschaftsunternehmen mit dem Spielzeugwarenhersteller Kämmer & Reinhardt, die jedoch nicht lange bestand. Die Produktion bei Kämmer & Reinhardt erfolgte mit 5-Zoll großen Schallplatten auf Hardgummibasis. Einige der produzierten Grammophone und Schallplatten wurden nach England exportiert. Eine Schallplatte von Twinkle, Twinkle Little Star aus dem Jahr 1890, die wahrscheinlich von Berliner selbst gemacht wurde, ist die älteste Schallplatte in der BBC Library und wurde einige Zeit als die älteste Schallplatte der Welt bezeichnet, was inzwischen widerlegt wurde.
Anfang der 1890er Jahre gründete Berliner dann sein erstes US-amerikanisches Unternehmen, die American Gramophone Company in New York City. Diese zerfiel, bevor sie ein einziges Grammophon oder eine einzige Schallplatte produzierte. In Washington, D.C. gründete Berliner 1893 ein neues Unternehmen, die United States Gramophone Company und begann 1894 mit der Herstellung von Grammophonen und 7-Zoll großen Schallplatten auf Basis von Hardgummi. Außerdem wurden einige Zelluloid-Schallplatten hergestellt. 1895 ersetzte die Berliner Gramophone das Hartgummi durch eine Schellackmischung, die in verschiedenen Rezepturen das Standardaufzeichnungsmaterial blieb, bis die ersten Vinyl-Schallplatten – ursprünglich nur fürs Radio und andere spezielle Verwendungen vorgesehen – in den 1930er Jahren hergestellt wurden. Ab 1896 wurden die Grammophone Berliners von dem in Philadelphia ansässigen Maschinenbauer Eldridge Johnson hergestellt, der einen Federantrieb hinzufügte, um den zuvor von Hand betriebenen Plattenspieler anzutreiben. Zu diesem Zeitpunkt eröffnete Berliner unter dem Namen National Gramophone Company ein weiteres Unternehmen in New York City, mit Frank Seaman und O. D. LaDow als leitenden Mitarbeitern. Ein Rückschlag für Berliners Unternehmungen erfolgte am 29. September 1897 als in Washington, D. C. seine Fertigungsanlage niederbrannte und einhundert unveröffentlichte Schallplatten-Master aus Zink und sein gesamtes Equipment zur Schallplattenherstellung zerstört wurden. Berliner war aber innerhalb von wenigen Monaten wieder produktionsbereit, wobei einige Bereiche seiner Plattenproduktion nach Philadelphia verlagert wurden.
Als die Popularität des Grammophons zunahm, musste sich Emile Berliner mit mehreren Verletzungen seiner Patente auseinandersetzen. 1898 erreichte Berliner die Schließung von mindestens zwei Unternehmen, die sein Geschäftsmodell und seine Produkte kopierten. 1899 entdeckte Berliner, dass Frank Seaman, sein Mitarbeiter in New York, Hersteller und Verkäufer eines Gerätes namens Zonophone war, das eine exakte Nachbildung des Grammophons zu sein schien. Wütend unterband Berliner alle Lieferungen an die New Yorker Gesellschaft, was sich als fataler Fehler erwies. Seaman verklagte Berliner wegen Vertragsbruch und im Juni 1900 erteilte das Gericht eine einstweilige Verfügung gegen Berliner und seine United States Gramophone Company. Obwohl er später in mehreren Verfahren versuchte, die einstweilige Verfügung aufzuheben, wurde sie zugelassen und dies zwang Emile Berliner aus dem Grammophongeschäft in Amerika auszusteigen. Berliner transferierte seine Patente noch im Jahr 1900 an Eldridge Johnson, der diese in eine neue Firma einbrachte, an der Berliner einen Anteil behielt. Im März 1901 ließ Johnson den Firmennamen mit Victor Talking Machine Company eintragen und startete den Verkauf unter dieser Marke Ende des Jahres. Bis 1905 hatte seine Firma die Führung im amerikanischen Schallplatten-Geschäft zurückgewonnen.

## Ausländische Tochtergesellschaften
Obwohl die Partnerschaft mit Kämmer & Reinhardt in Deutschland längst beendet war, hielt Berliner dort immer noch Patente, ebenso in England.
Im Jahr 1895 machte der Komiker Billy Golden Emile Berliner mit Fred Gaisberg bekannt. Gaisberg und Barry Peter Owen – ein vertrauenswürdiger Mitarbeiter innerhalb der National Gramophone Company – unterstützten Berliner bei der Gründung seiner Auslandsgesellschaften.
1898 gründete Owen eine Landesgesellschaft Berliners in England, die den Namen Gramophone & Typewriter Ltd erhielt. Im Jahr 1931 war dies eines der Unternehmen, das in EMI aufging.
Im selben Jahr gründete Gaisberg die deutsche Tochter von Berliner als Deutsche Grammophon. Dies war die Schallplattenfirma, die am längsten unter eigenem Namen existierte, bis sie 1999 von der Universal Music Group übernommen wurde.
1901 gründete Gaisberg auch eine Tochtergesellschaft Berliners in St. Petersburg, Russland.
Ein Tochterunternehmen in Kanada wurde 1899 von Berliners Söhnen Herbert und Edgar gegründet. Es befand sich zuerst im Gebäude von Northern Electric in der Aqueduct Street in Montreal und begann im darauffolgenden Jahr mit dem Vertrieb von Schallplatten und Grammophonen. 1904 erhielt das Unternehmen seine Gründungsurkunde als Berliner Gram-o-phone Company of Canada. Anfangs wurden die Schallplatten aus den Vereinigten Staaten importiert bis 1906 ein eigenes Tonstudio in Montreal gegründet wurde. Der Name Berliner als Plattenlabel hatte in Kanada am längsten Bestand. 1918 verließ Emile Berliners Sohn Herbert Berliner die Berliner Gram-o-phone und gründete die Compo Company. Herberts jüngerer Bruder, Edgar, blieb Geschäftsführer der Berliner Gram-o-phone Company of Canada. Im Jahr 1924 wurde die kanadische Tochtergesellschaft Berliners vom US-amerikanischen Unternehmen Victor aufgekauft und wurde zur Victor Talking Machine Company of Canada. Emile Berliner starb 1929 – im selben Jahr kaufte RCA die Victor Talking Machine Company und 1930 verließ Edgar Berliner die kanadische RCA. Das Gebäude der Berliner Gram-o-phone in Montreal, ein Komplex von Gebäuden in der Rue Lenoir 1001 und der Rue LaCasse 1050 im Stadtteil St-Henri, wurde in den folgenden Jahrzehnten die Heimat der RCA Victor Canada und entwickelte und produzierte Hightech-Produkte wie Rundfunksysteme, Kommunikationssatelliten und Zubehör für Fernsehübertragungen. Seit dem Verkauf von RCA Victor an General Electric im Jahr 1986 wurde das Gebäude in der Rue Lenoir in ein multifunktionales Büro-/Geschäftshaus umgewandelt. Das Gebäude in der Rue LaCasse beheimatet jetzt das Musée des ondes Emile Berliner, in dem die Geschichte Berliners, seiner Firma und des Gebäudekomplexes dokumentiert wird. Das historische Studio von RCA Victor, das sich dort befindet, ist immer noch ein aktives Aufnahmestudio.

## Bandbreite der Musikproduktion
Die Bandbreite der von Berliner Gramophone vertriebenen Schallplatten war breiter als die, die in den 1890er Jahren von den Phonographenfirmen angeboten wurde. Berliner war mit dem Band- und Liedangebot, das man üblicherweise auf Phonographenwalzen finden konnte, gut versorgt. Er bot aber Klaviermusik, Ragtime, Reden, Predigten, Instrumental-Soli und auch ethnographisches Material in größerem Umfang an als seine Mitbewerber. Von Beginn an verkauften die europäischen Gesellschaften Berliners Opern und klassische Musik, was die amerikanischen Phonographenfirmen erst ab den 1890er Jahren machten.

## Künstler bei Berliner Grammophone
Zu den Künstlern, die ihre Werke bei Berliner Grammophone veröffentlicht haben, gehörten:
- Auguste Aramini
- John Yorke Atlee
- Buffalo Bill
- Albert Campbell
- George Club
- Arthur Collins
- Cousins and DeMoss
- Cullen and Collins
- Charles D’Almaine
- Will F. Denny
- Diamond Quartette
- S.H. Dudley
- Edward M. Favor
- George J. Gaskin
- Billy Golden
- George Graham
- Graus Mountain Choir
- Lil Hawthorne
- Russell Hunting
- George W. Johnson
- Dwight L. Moody
- Vess L. Ossman
- Arthur Pryor
- Dan W. Quinn
- Len Spencer
- Sousas Band
- U.S. Marine Band

## Dokumentation des musikalischen Erbes
Die Dokumentation der Musikproduktion der amerikanischen Berliner Gramophone hat sich als gewaltige Aufgabe erwiesen. Zum einen handelt es sich bei den Original-Schallplatten um rare und schwer zugängliche Sammlerstücke. Zum anderen wendete die Berliner Gramophone für ihren Katalog ein System der Blocknummerierung an, das wenig sinnvoll war und die nachträgliche Dokumentation erschwert.
Der EMI Archive Trust hat 2014 eine Online-Initiative gestartet, die weltweit Informationen zu Schallplatten der Berliner Gramophone sammelt. Der EMI Archive Trust besitzt mit 18.000 Exemplaren die größte Sammlung von Schallplatten der Berliner Gramophone an einem Ort. Sie wurden größtenteils von Fred Gaisberg in den Anfangsjahren des Unternehmens gesammelt.
Eine weitere große Anzahl von Schallplatten der kanadischen Berliner Gramophone wird von der National Library of Canada aufbewahrt, die ein „virtuelles Grammophon“ im Internet eingerichtet hat, um Zugang zu den Schallplatten zu ermöglichen. Ihr Fokus liegt hauptsächlich bei kanadischen Künstlern.